# Palana
Pour le fleuve qui borde la ville, voir fleuve Palana.
Palana (en russe : Палана) est une commune urbaine du raïon de Tiguil dans le kraï du Kamtchatka, en Russie. Sa population s'élevait à 2 803 habitants en 2022. Elle est le chef-lieu de l'okroug de Koriakie, entité spéciale du kraï, mais n'est pas le centre administratif d'un raïon, le centre du raïon étant Tiguil.

## Géographie
Palana est située sur la côte occidentale de la péninsule du Kamtchatka, sur la rive droite du fleuve Palana, à 8 km de la mer d'Okhotsk.
Palana se trouve à 680 km au nord de Petropavlovsk-Kamtchatski et à 6 269 km à l'est de Moscou.

## Histoire
Palana accède au statut de commune urbaine en 1962. Jusqu'à la date du 1er juillet 2007, Palana était le centre administratif de l'okroug autonome koriak.
La commune est aujourd'hui rattachée administrativement au raïon de Tiguil.

## Population
Recensements (*) ou estimations de la population
| 1939* | 1959* | 1970* | 1979* | 1989* |
| ----- | ----- | ----- | ----- | ----- |
| 793   | 924   | 2 735 | 3 687 | 4 343 |

| 2002* | 2004  | 2005  | 2006  | 2007  |
| ----- | ----- | ----- | ----- | ----- |
| 3 928 | 4 000 | 4 011 | 3 910 | 3 843 |

| 2008  | 2009  | 2010* | 2012  | 2013  |
| ----- | ----- | ----- | ----- | ----- |
| 3 753 | 3 591 | 3 155 | 3 159 | 3 134 |

| 2014  | 2015  | 2016  | 2017  | 2018  |
| ----- | ----- | ----- | ----- | ----- |
| 3 057 | 3 007 | 2 947 | 2 922 | 2 920 |

| 2019  | 2020  | 2021  | 2022  | - |
| ----- | ----- | ----- | ----- | - |
| 2 922 | 2 915 | 2 871 | 2 803 | - |

## Économie
Un port maritime est distant de 2 km de la ville. Il permet d'acheminer du carburant, des produits alimentaires et des objets manufacturés depuis Petropavlovsk-Kamtchatski, Magadan et Vladivostok. La ville dispose d'un aéroport pouvant recevoir des avions et des hélicoptères en provenance de Petropavlovsk-Kamtchatski et de villages du raïon.